# Gräben im Donauried nördlich Eppisburg
Gräben im Donauried nördlich Eppisburg este o arie protejată (arie specială de conservare — SAC, sit de importanță comunitară — SCI) din Germania întinsă pe o suprafață de 45,13 ha, integral pe uscat.

## Localizare
Centrul sitului Gräben im Donauried nördlich Eppisburg este situat la coordonatele 48°32′07″N 10°34′04″E / 48.5353°N 10.5678°E.

## Înființare
Situl Gräben im Donauried nördlich Eppisburg a fost declarat sit de importanță comunitară în martie 2001 pentru a proteja 5 specii de animale. Situl a fost protejat și ca arie specială de conservare în aprilie 2016.

## Biodiversitate
Situată în ecoregiunea continentală, aria protejată nu include niciun habitat protejat.
La baza desemnării sitului se află mai multe specii protejate:
- nevertebrate (3): Coenagrion mercuriale, Coenagrion ornatum, phengaris nausithous (Maculinea nausithous)
- pești (2): țipar (Misgurnus fossilis), boarță (Rhodeus amarus)

Pe lângă speciile protejate, pe teritoriul sitului au mai fost identificate 1 specie de reptile.